# Российско-мозамбикские отношения
Российско-мозамбикские отношения — двусторонние дипломатические отношения между Российской Федерацией и Мозамбиком, датирующиеся в 1960-х годах, когда Россия начала оказывать поддержку мозамбикской леворадикальной политической организацией ФРЕЛИМО на борьбу против португальского колониализма. Большинство лидеров ФРЕЛИМО проходило обучение в Москве. Дипломатические отношения были официально установлены 25 июня 1975 года, вскоре после того, как Мозамбик обрёл независимость от Португалии. В июне 2007 года Россия и Мозамбик подписали соглашение об экономическом сотрудничестве. Россия имеет посольство в Мапуту, а Мозамбик посольство в Москве.

## Двусторонние отношения
К концу 1980 года в Мозамбике проживало более 1500 россиян, в том числе учителя, врачи, геологи, газовики и пилоты. В 1990-е годы объём торгово-экономических отношений существенно снизился (в том числе из-за отсутствия необходимого интереса со стороны российских бизнес-структур к мозамбикскому рынку).
С середины 1990-х началось постепенное углубление двустороннего сотрудничества. В 2002 году был подписан протокол о сотрудничестве между министерствами иностранных дел, которые проводятся по итогам консультаций в Москве. В декабре 2009 года было подписано межправительственное соглашение о безвизовых поездках владельцев дипломатических и служебных паспортов (которые вступили в силу в мае 2010 года).
Утверждён и готов к подписанию проект соглашения о сотрудничестве между торгово-промышленными палатами двух стран. Для мозамбикской экономики перспективными направлениями российских инвестиций в средних и долгосрочных проектах являются добыча полезных ископаемых, энергетика, рыболовство, транспорт, информационные технологии, производство, сельское хозяйство, туризм, гостиничное и лесное хозяйства.
В ноябре 2010 года между минспорттуризмом России и министерством молодёжи и спорта Мозамбика был подписан меморандум о сотрудничестве в области физической культуры и спорта.
В 2010 году на учёбу в Россию по государственным стипендиям было отправлено 25 студентов из Мозамбика.